# John Higginson
Pour les articles homonymes, voir Higginson.
John Higginson (né le 13 novembre 1839 à Hitchin et mort le 24 octobre 1904 à Paris) était un homme d'affaires d'origine irlandaise naturalisé français. Créateur de la société Le Nickel, il est à l'origine du développement de l'exploitation minière en Nouvelle-Calédonie dans les années 1860. 

## Vie
John Higginson naît en Angleterre d'un père irlandais. En 1840, sa famille émigre en Australie. Arrivé sans le sou en Nouvelle-Calédonie en 1859, il s'enrichit rapidement dans le commerce, puis développe ses activités (industrie sucrière, trafic de travailleurs, etc.). À la fin des années 1860, il est « l'homme de toutes les affaires » dans l'île. En 1870, il ouvre une mine d'or, puis dans les années suivantes, exploite des gisements de cuivre, de cobalt et d'antimoine et surtout de nickel.
Conscient du potentiel de l'exploitation de ce dernier minérai, il ouvre en 1877 une fonderie à la Pointe-Chaleix. Après trois années difficiles, il fonde en mai 1880 la société Le Nickel, avec Adolphe Basset, Henry Marbeau (représentant les intérêts de Jules Garnier), Jean-Baptiste Bray et Albert Rodrigues-Pimentel. En plus de dominer la fonderie, la société Le Nickel contrôle rapidement la majeure partie des gisements de l'île. En 1883, Higginson fait racheter la société par Rothschild. La fortune d'Higginson est faite.
Obsédé par la défense de la Nouvelle-Calédonie face aux intérêts anglais environnants, il se fait dès le milieu des années 1870 le principal promoteur de la colonisation des Nouvelles-Hébrides. Dès 1872, des goélettes partent recruter au Vanuatu des travailleurs sous contrat pour les champs de canne à sucre, au moins partiellement en blackbirding (enrôlement forcé par ruse et traitrise). La technique d'enlèvement se renforce en 1873 avec l'ouverture des mines, et chaque année, les colons forcés néo-hébridais - 2000 hommes et femmes - arrivent. 
J.B Dezarnaulds et lui fondent en 1882 la Compagnie calédonienne des Nouvelles-Hébrides, qui achète de manière souvent douteuse au cours de la décennie près de 800.000 hectares dans l'archipel, en partie au capitaine anglais et trafiquant d'armes McLeod (1845-1894). Cette entreprise coloniale lui vaut la Légion d'honneur en 1887, mais la CCNH fait faillite en 1894. En 1894, il fonde la Société française des Nouvelles-Hébrides pour poursuivre la colonisation, mais à la suite de manœuvres des autres actionnaires, il est écarté de sa direction dès 1895. Ayant perdu la plus grande part de sa fortune, il continue son prosélytisme en faveur des deux archipels jusqu'au début du XXe siècle tout en s'éloignant du monde des affaires. 
Il finit par retrouver des fonds. Il finance une exploration de l'intérieur des terres d'Espiritu Santo en 1902 et s'apprête à reprendre la main sur la SFNH alors en restructuration lorsqu'il meurt brutalement, le 24 octobre 1904. Son imbrication dans les affaires néo-calédoniennes et néo-hébridaises est si complexe que sa succession fait l'objet de conflits qui durent jusqu'en 1931.
John Higginson eu plusieurs enfants, dont l'une de ses filles Annie-Louisa qui épousa un Français M. Emile Laure, est l'arrière-grand-mère maternelle du taekwondoïste multiple fois champion de France Bruno Ntep.

## Publications
- Les Nouvelles-Hébrides. Mémoires de John Higginson, publiés par le docteur A. Auvray, Coutances : impr. J. Bellée, 1926, 128 p.

## Documentation
- Anne-Gabrielle Thompson, John Higginson. Un spéculateur-aventurier à l'assaut du Pacifique : Nouvelle-Calédonie, Nouvelles-Hébrides, Paris : L'Harmattan, 2000, 267 p.
- Jean Guiart, Découverte de l’Océanie.I.Connaissance des îles, Le Rocher -à-la-Voile, Nouméa 2000, en coédition avec les éditions Haere Po, L'anti-britannique 213-214,